# Albumy numer jeden w roku 1993 (Węgry)
Rok 1993 był czwartym, w którym funkcjonowała lista najlepiej sprzedających się albumów na Węgrzech, Top 40 album- és válogatáslemez-lista.

## Historia notowania
| Data publikacji | Album                         | Wykonawca       | Źródło |
| --------------- | ----------------------------- | --------------- | ------ |
| 4 stycznia      | Rapülők                       | Rapülők         | [ 1 ]  |
| 11 stycznia     | Rapülők                       | Rapülők         | [ 2 ]  |
| 18 stycznia     | Rapülők                       | Rapülők         | [ 3 ]  |
| 25 stycznia     | Rapülők                       | Rapülők         | [ 4 ]  |
| 1 lutego        | Rapülők                       | Rapülők         | [ 5 ]  |
| 8 lutego        | Rapülők                       | Rapülők         | [ 6 ]  |
| 15 lutego       | Rapülők                       | Rapülők         | [ 7 ]  |
| 22 lutego       | Rapülők                       | Rapülők         | [ 8 ]  |
| 1 marca         | Számíthatsz rám               | Jimmy Zámbó     | [ 9 ]  |
| 8 marca         | Számíthatsz rám               | Jimmy Zámbó     | [ 10 ] |
| 15 marca        | Számíthatsz rám               | Jimmy Zámbó     | [ 11 ] |
| 22 marca        | Számíthatsz rám               | Jimmy Zámbó     | [ 12 ] |
| 29 marca        | Karcolatok                    | Ákos            | [ 13 ] |
| 5 kwietnia      | Karcolatok                    | Ákos            | [ 14 ] |
| 12 kwietnia     | Karcolatok                    | Ákos            | [ 15 ] |
| 19 kwietnia     | Karcolatok                    | Ákos            | [ 16 ] |
| 26 kwietnia     | Karcolatok                    | Ákos            | [ 17 ] |
| 3 maja          | Karcolatok                    | Ákos            | [ 18 ] |
| 10 maja         | Filmslágerek magyarul III.    | różni wykonawcy | [ 19 ] |
| 17 maja         | Filmslágerek magyarul III.    | różni wykonawcy | [ 20 ] |
| 24 maja         | Filmslágerek magyarul III.    | różni wykonawcy | [ 21 ] |
| 31 maja         | Filmslágerek magyarul III.    | różni wykonawcy | [ 22 ] |
| 7 czerwca       | Bodyguard                     | muzyka filmowa  | [ 23 ] |
| 14 czerwca      | Bodyguard                     | muzyka filmowa  | [ 24 ] |
| 21 czerwca      | Filmslágerek magyarul III.    | różni wykonawcy | [ 25 ] |
| 28 czerwca      | Filmslágerek magyarul III.    | różni wykonawcy | [ 26 ] |
| 5 lipca         | Happy Nation                  | Ace of Base     | [ 27 ] |
| 12 lipca        | Happy Nation                  | Ace of Base     | [ 28 ] |
| 19 lipca        | Happy Nation                  | Ace of Base     | [ 29 ] |
| 26 lipca        | Happy Nation                  | Ace of Base     | [ 30 ] |
| 2 sierpnia      | Happy Nation                  | Ace of Base     | [ 31 ] |
| 9 sierpnia      | Happy Nation                  | Ace of Base     | [ 32 ] |
| 16 sierpnia     | Happy Nation                  | Ace of Base     | [ 33 ] |
| 23 sierpnia     | Happy Nation                  | Ace of Base     | [ 34 ] |
| 30 sierpnia     | Happy Nation                  | Ace of Base     | [ 35 ] |
| 6 września      | Happy Nation                  | Ace of Base     | [ 36 ] |
| 13 września     | Bigger, Better, Faster, More! | 4 Non Blondes   | [ 37 ] |
| 20 września     | Bigger, Better, Faster, More! | 4 Non Blondes   | [ 38 ] |
| 27 września     | The Album                     | Haddaway        | [ 39 ] |
| 4 października  | The Album                     | Haddaway        | [ 40 ] |
| 11 października | Rapeta                        | Rapülők         | [ 41 ] |
| 18 października | Rapeta                        | Rapülők         | [ 42 ] |
| 25 października | Rapeta                        | Rapülők         | [ 43 ] |
| 1 listopada     | Rapeta                        | Rapülők         | [ 44 ] |
| 8 listopada     | Rapeta                        | Rapülők         | [ 45 ] |
| 15 listopada    | Rapeta                        | Rapülők         | [ 46 ] |
| 22 listopada    | Rapeta                        | Rapülők         | [ 47 ] |
| 29 listopada    | Rapeta                        | Rapülők         | [ 48 ] |
| 6 grudnia       | Rapeta                        | Rapülők         | [ 49 ] |
| 13 grudnia      | Rapeta                        | Rapülők         | [ 50 ] |
| 20 grudnia      | Rapeta                        | Rapülők         | [ 51 ] |
| 27 grudnia      | Rapeta                        | Rapülők         | [ 52 ] |